# デーヴィッド・E・ホワイト (軍人)
デーヴィッド・E・ホワイト（David E. White、1938年11月26日-）は、アメリカ合衆国の海軍軍人。最終階級は海軍少将。彼は1991年8月から1994年8月まで海軍首席牧師を務めた。
出身校はホープ・カレッジおよびニューブラウンズウィック神学校。